# St. Nikolaus (Steinheim)

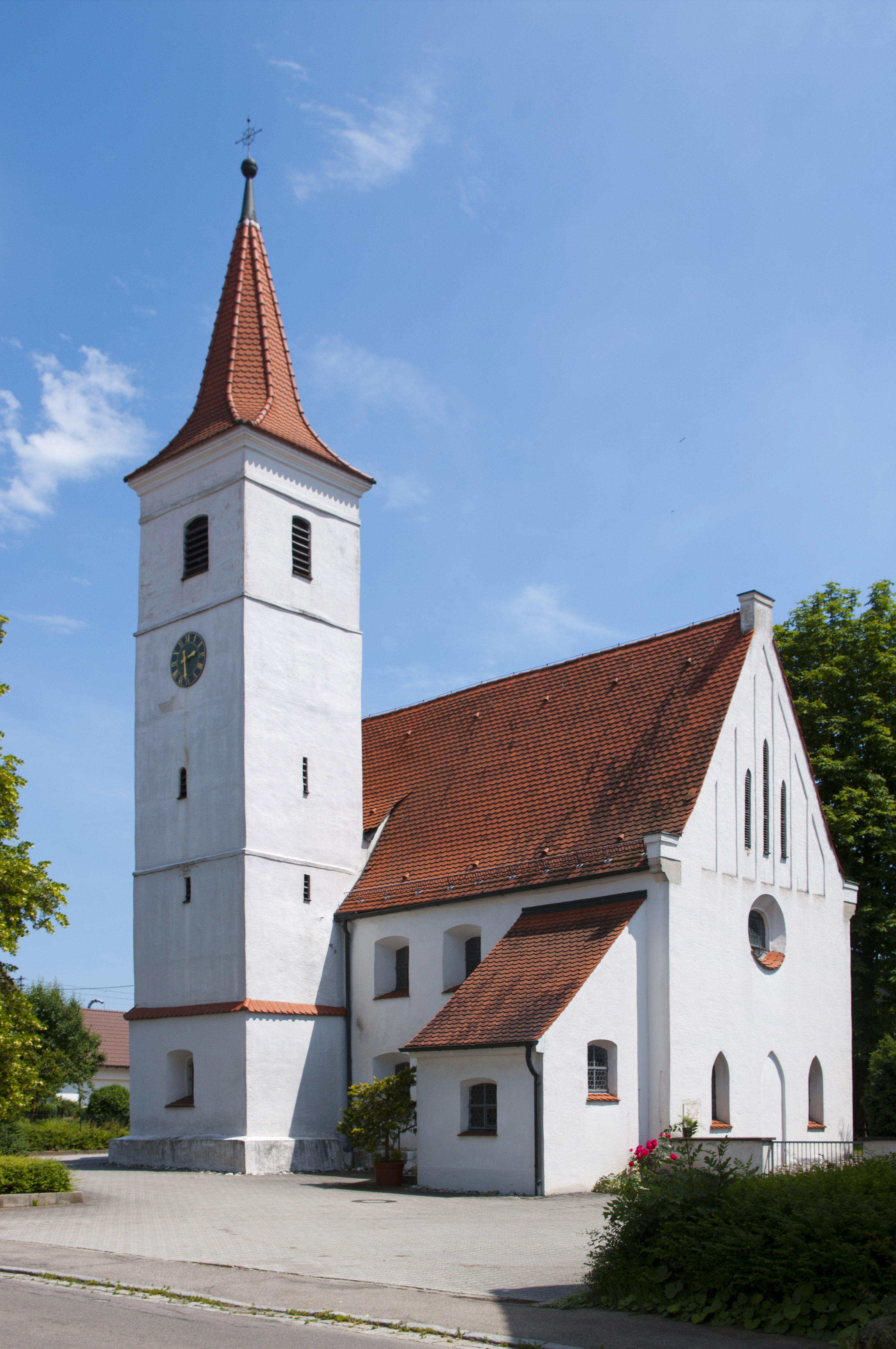
St. Nikolaus in Steinheim

Die evangelisch-lutherische Pfarrkirche St. Nikolaus steht in Steinheim, einem Stadtteil von Neu-Ulm im bayerisch-schwäbischen Landkreis Neu-Ulm von Bayern. Das Bauwerk ist in der Liste der Baudenkmäler in Neu-Ulm als Baudenkmal unter der Nr. D-7-75-135-95 eingetragen. Die Kirche gehört zum Dekanat Neu-Ulm des Kirchenkreises Augsburg der Evangelisch-Lutherischen Kirche in Bayern. Namensgeber der Kirche ist Nikolaus von Myra.

## Beschreibung
Die Saalkirche wurde um 1470 erbaut und 1796 und 1799 verändert. Sie besteht aus einem Langhaus, einem eingezogenen, dreiseitig geschlossenen, von Strebepfeilern gestützten Chor im Osten und einem Chorflankenturm auf quadratischem Grundriss an der Nordwand des Chors, dessen oberstes Geschoss den Glockenstuhl beherbergt. Ihm wurde 1799 ein spitzer Knickhelm aufgesetzt. Der Giebel der Fassade im Westen ist mit spätgotischen Blenden gegliedert.
Der Innenraum des Langhauses ist mit einer Kassettendecke überspannt, der des Chors mit einer Flachdecke.

### Orgel
Die erste Orgel auf der Empore hinter dem um 1620 gebauten Altar wurde 1732 von Georg Friedrich Schmahl errichtet. 1793 wurde sie durch eine neue Orgel ersetzt. Im Jahr 1877 wurde eine Orgel von Joseph Anton Bohl in den ursprünglichen Prospekt eingebaut.